# スーパーエージェント 美女奪還大作戦!!
『スーパーエージェント 美女奪還大作戦!!』（原題：Los superagentes: Nueva generacion）は、2008年のアルゼンチンの映画。

## キャスト
| 役名     | 俳優                       | 日本語吹替 |
| -------- | -------------------------- | ---------- |
| ニコラス | ファビアン・ヒアノーラ     | 石丸博也   |
| イルカ   | クリスティアン・サンチョ   | 相沢正輝   |
| イワシ   | ダリオ・ロピラート         | 川原元幸   |
| ジメナ   | フロレンシア・デ・ラ・ベガ | 沢海陽子   |
| ボス     | アルベルト・マルティン     | 天田益男   |
| ニコラス | マルセロ・デ・ベリス       | 古宮吾一   |

- その他の声の吹き替え：本名陽子／仁古泰／伊瀬茉莉也／斎藤寛仁／松本佳奈／宮内里砂／須賀裕太／佐藤広太